# Сумино (Бабушкинский район)
Сумино — деревня в Бабушкинском районе Вологодской области.
Входит в состав Подболотное сельское поселение, с точки зрения административно-территориального деления — в Подболотный сельсовет.
Расстояние по автодороге до районного центра села имени Бабушкина составляет 114 км, до центра муниципального образования Кокшарки — 5,5 км. Ближайшие населённые пункты — Верхотурье, Нефедово, Исаково.
Население по данным переписи 2002 года — 22 человека (8 мужчин, 14 женщин). Всё население — русские.